# Loch Ryan
Pour les articles homonymes, voir Ryan.
Le Loch Ryan (scots : Loch Rìoghaine, prononcé [ɫ̪ɔx r̴iː.ɛɲə]) est un bras de mer situé en Écosse qui forme un port naturel important. De nombreux ferries partent ainsi de Stranraer ou Cairnryan sur les bords de ce loch pour rallier l'Irlande du Nord.

## Histoire
Durant la Seconde guerre mondiale, la base aérienne de la Royal Air Force, RAF Wig Bay, opère des hydravions près de Stranraer,.
Du 27 décembre 1945 au 12 février 1946, les Alliés coulent 116 sous-marins allemands en mer, après le regroupement de 86 d'entre eux en juin 1945 dans les eaux du Loch Ryan,. L'opération Deadlight répartit ces rassemblements entre le Loch Ryan, le Loch Eriboll et Lisahally.
Acheminé à Loch Ryan le 5 juin 1945, le sous-marin U-281 est coulé au large le 30 novembre suivant.